# Lanckorona

Herb wsi Lanckorona

Lanckorona – wieś w Polsce, położona w województwie małopolskim, w powiecie wadowickim, w gminie Lanckorona. Siedziba gminy Lanckorona.
W latach 1975–1998 wieś położona była w województwie bielskim.
Lanckorona w latach 1366–1934 posiadała prawa miejskie.
Lanckorona była miastem królewskim położonym w końcu XVI wieku w tenucie lanckorońskiej w powiecie szczyrzyckim województwa krakowskiego.

## Położenie
Zgodnie z regionalizacją fizycznogeograficzną Polski według Jerzego Kondrackiego Lanckorona znajduje się na Pogórzu Wielickim. Położona jest w odległości 30 km na południe od Krakowa, na średniej wysokości 545 m n.p.m. Zabudowania i pola uprawne Lanckorony znajdują się w dolinie Skawinki, oraz na zboczach Lanckorońskiej Góry. Wieś zachowała oryginalną drewnianą zabudowę z drugiej połowy XIX wieku. Gmina Lanckorona wchodzi w skład powiatu wadowickiego, znajdującego się w województwie małopolskim. W skład gminy wchodzi pięć sołectw: Lanckorona, Izdebnik, Jastrzębia, Podchybie i Skawinki. Całkowita jej powierzchnia wynosi 40,5 km², w tym sama Lanckorona, położona na południowo-wschodnim stoku Lanckorońskiej Góry (545 m) zajmuje obszar 11,8 km².

## Ulice
W Lanckoronie znajduje się 41 ulic: 3 Maja, 70-lecia Niepodległości Polski, Bańdury, Cegielnia, Cicha, Dębowa, Góralska, Gronowa, Jagiellońska, Jaworkowa, Józefa Piłsudskiego, Kalwaryjska, Kardynała Karola Wojtyły, Kazimierza Wielkiego, Kępa, Konfederatów Barskich, Kopań, Krakowska, Legionistów, Leśna, Łaśnicka, Ławki, Ogrodowa, Palecka, Piaskowa, Podgórska, Polna, Rynek, Słoneczne Tarasy, Spacerowa, Sportowa, Stefana Czarnieckiego, Szkolna, św. Jana, św. Marka, Świętokrzyska, Targowa, Tondyry, Widokowa, Zacisze, Zamkowa.
Formalnie większość nazw ulic wprowadzono uchwałą Rady Gminy Lanckorona z dnia 30 listopada 2016 r. Przed 2016 r. uchwalono nadanie nazw ulic Kardynała Karola Wojtyły i Słoneczne Tarasy. Jednak część nazw ulic była już wcześniej w użyciu o czym świadczy choćby mapa topograficzna w skali 1:10 000 w układzie „1992”, na której zaznaczono ulice: 3 Maja, Cicha, Czarnieckiego, Jagiellońska, Kazimierza Wielkiego, Krakowska, Konfederatów Barskich, Legionistów, Rynek, Szkolna, św. Jana, Świętokrzyska, Targowa, Zacisze, Zamkowa oraz Os. 70-lecia Niepodległości.

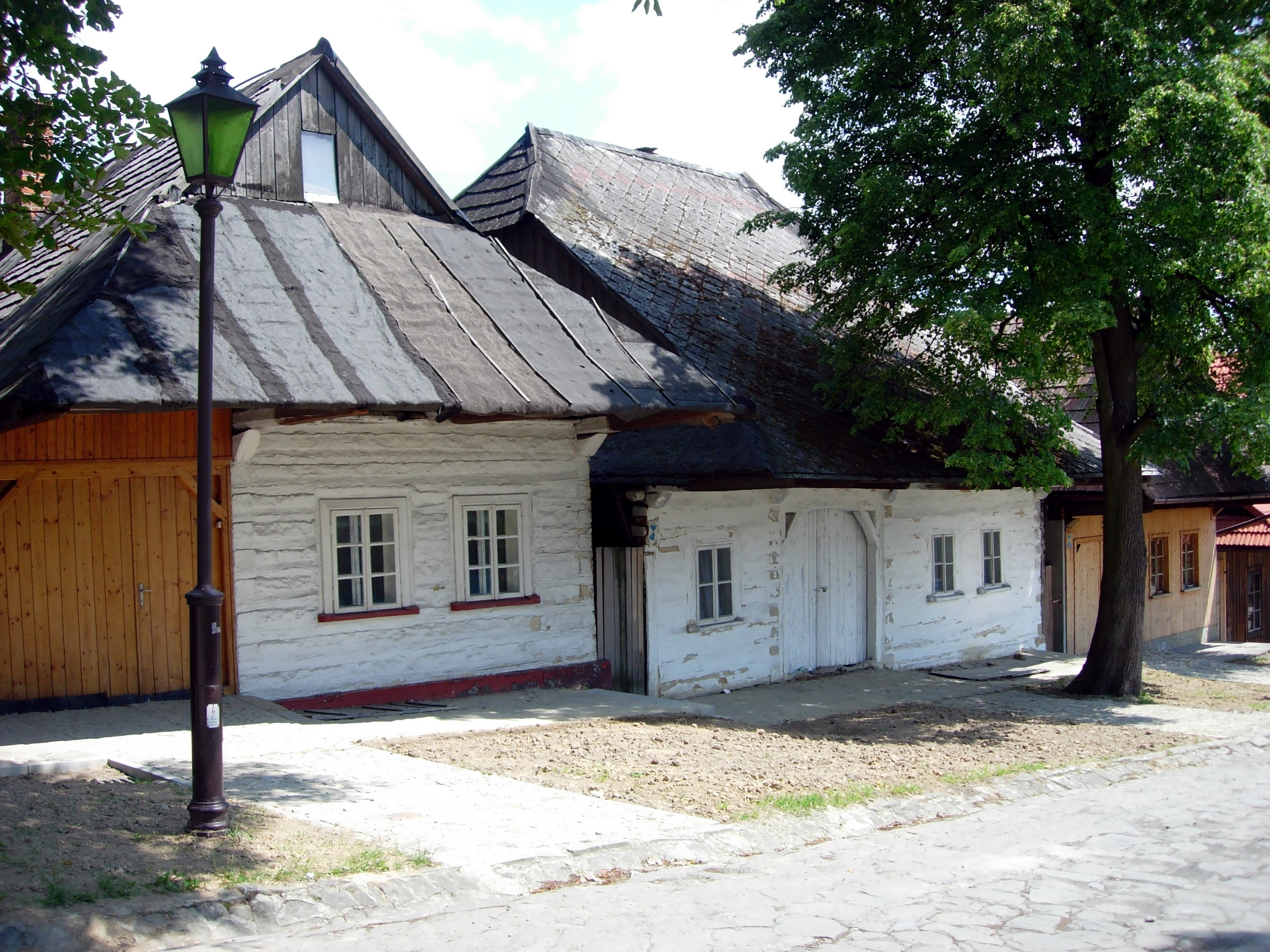
Zabytkowa zabudowa rynku

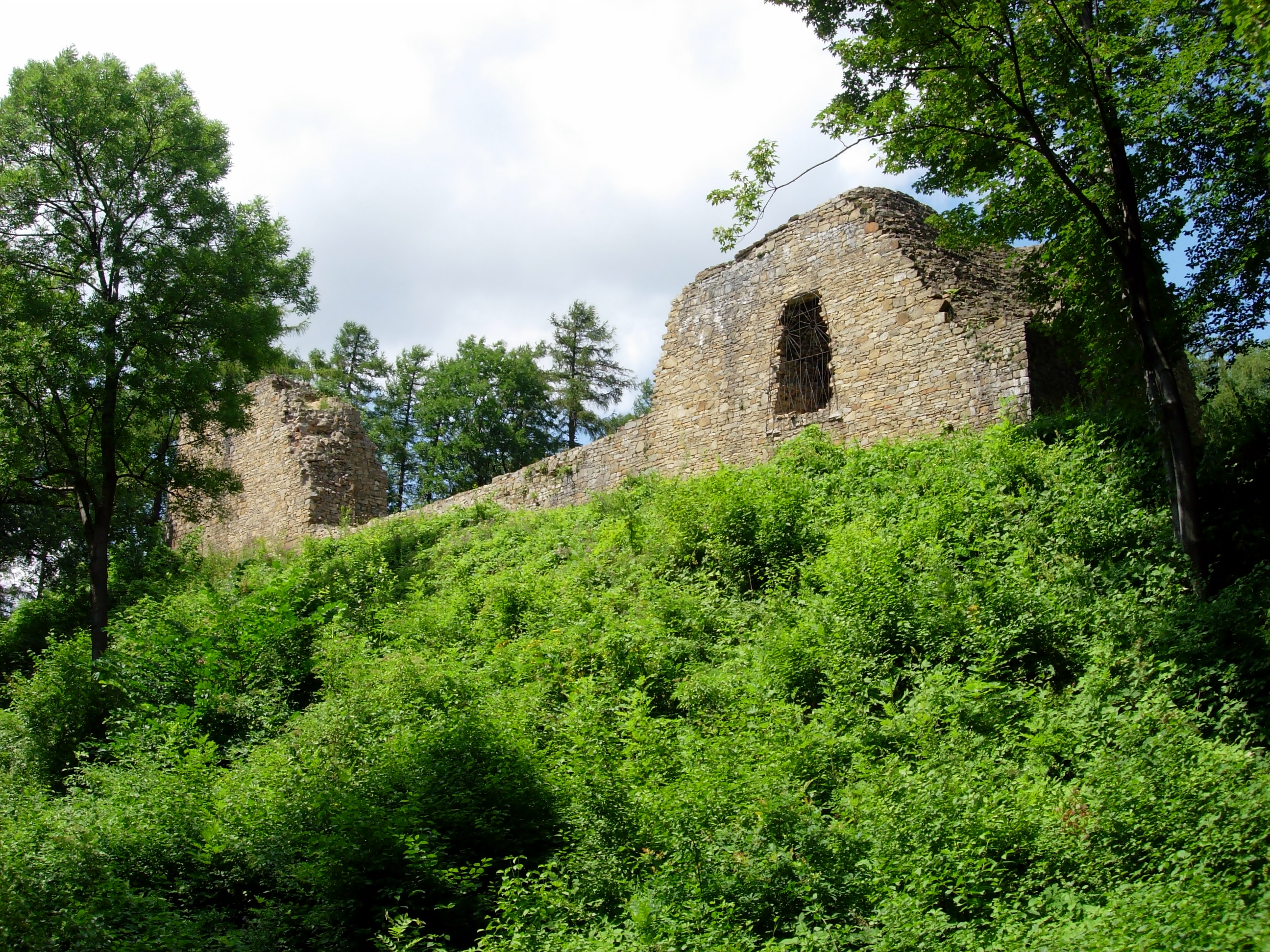
Ruiny zamku

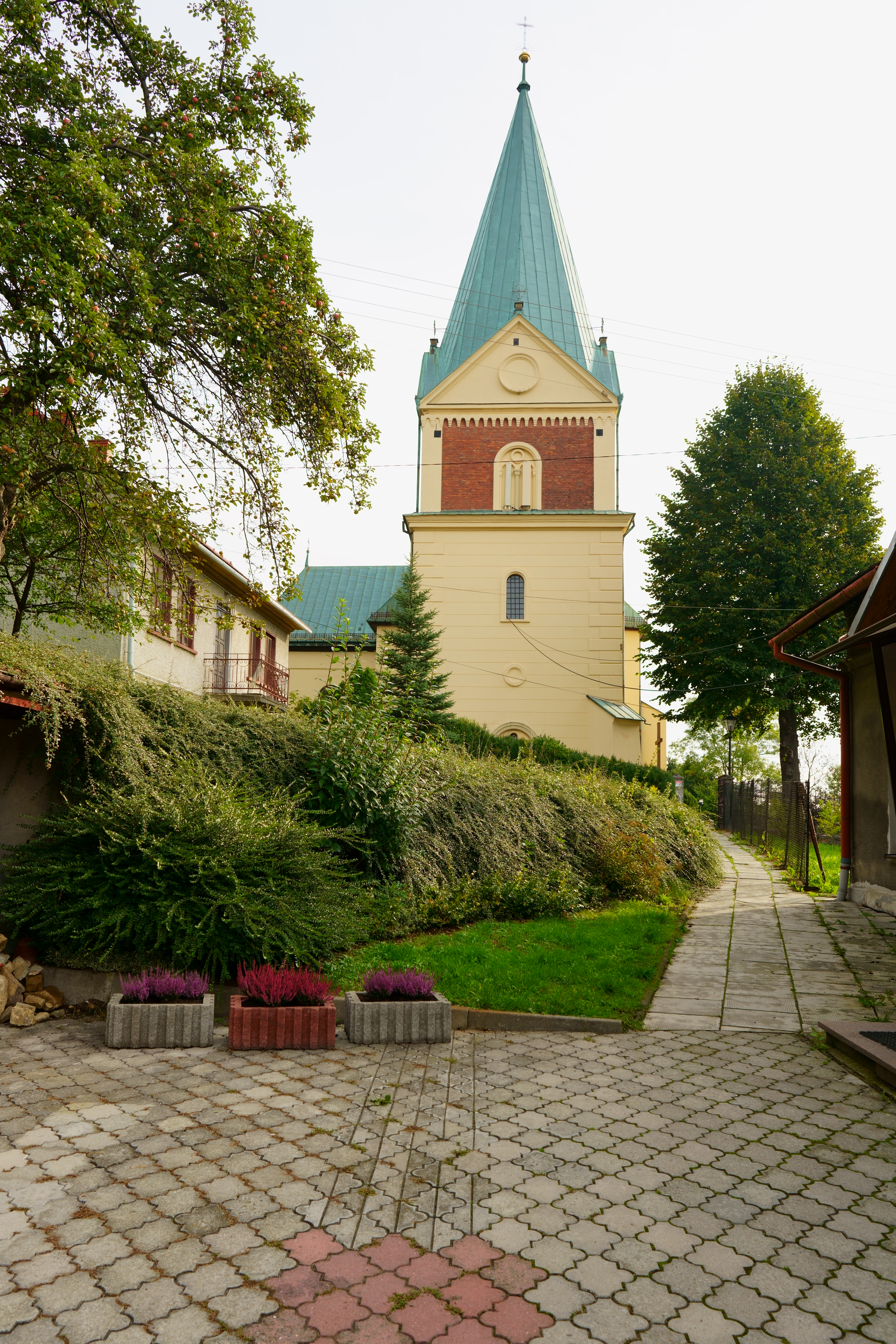
Kościół Narodzenia św. Jana Chrzciciela w Lanckoronie

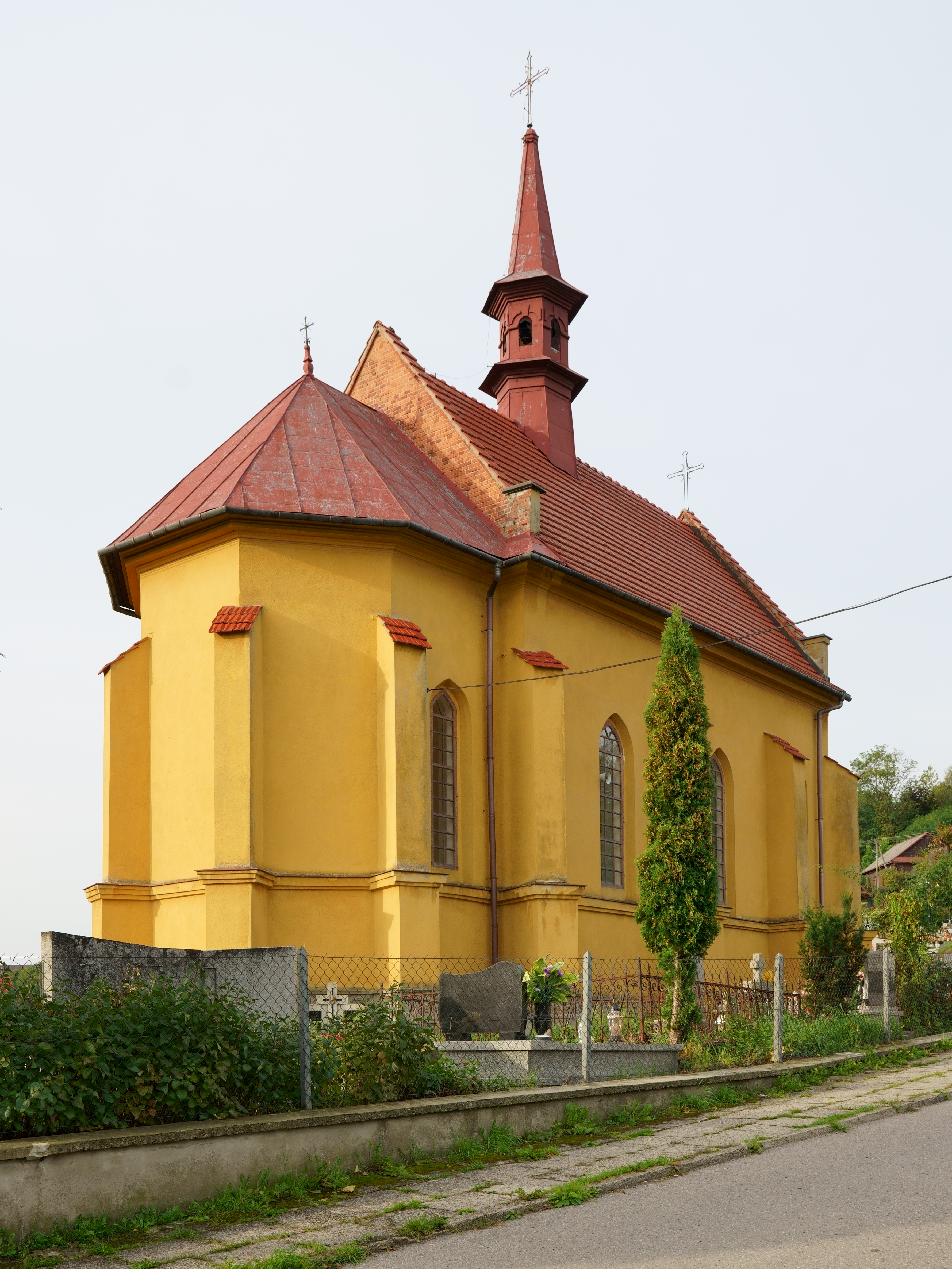
Cmentarna kaplica św. Krzyża w Lanckoronie w 2022 roku

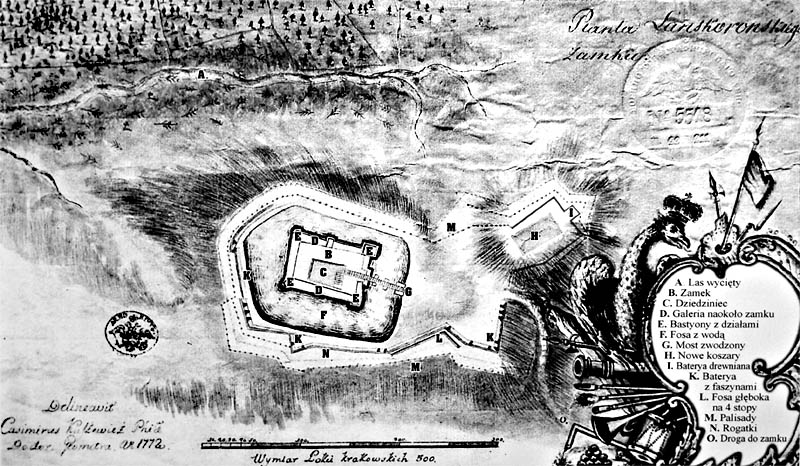
K. Kaszewicz, Planta lanskoronskiego zamku, 1772

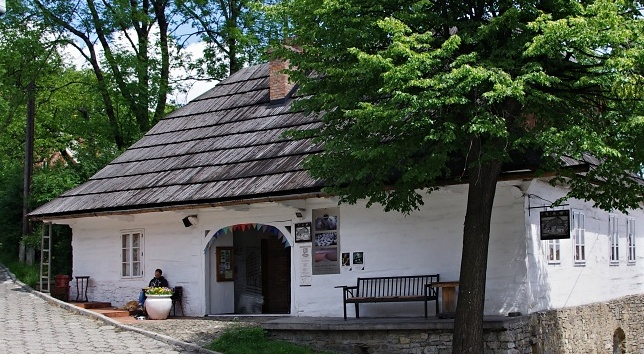
Cafe Arka

## Historia Lanckorony

### Średniowiecze
Miejscowość Lanckorona (1361) lub Lanczkoruna (1360) (łac. Landiscorona) powstała ze względu na częste odwiedziny bogatych terenów łowieckich przez Kazimierza III Wielkiego i bliską odległość od Wawelu (30 km). Ze źródeł pisanych, głównie manuskryptów Jana Długosza wynika, że Zamek w Lanckoronie, łac. Landiscoronese castrum, został ufundowany przez Kazimierza III Wielkiego na początku jego panowania, a wykończony w połowie XIV wieku (1345–1355). Miasto królewskie zostało założone przez Kazimierza III Wielkiego na prawie magdeburskim pomiędzy 1361 a 1366 rokiem. Od XV wieku przyjmować się zaczyna nazwa Lanckorona. Zamek pełnił również funkcję strategiczną, chroniąc drogi do Krakowa. Twierdza strzegła granicy między Krakowem a księstwem oświęcimskim, którego władca Jan I Scholastyk złożył w 1327 r. hołd lenny królowi Czech, Janowi Luksemburskiemu, stając się lennikiem korony czeskiej. Granica ta przebiegała wówczas u stóp Lanckorońskiej Góry, na zachód od wzniesienia. Dokumenty źródłowe nie podają dokładnych dat erekcji zamku. Pierwsza wzmianka pochodzi z 1366 roku, kiedy zamek już był użytkowany przez urzędującego burgrabiego o imieniu Orzeszko. W późniejszym okresie zamek stanowił rezydencję starostów lanckorońskich i kilkakrotnie zmieniał właścicieli. Ruiny zamku do dziś znajdują się na szczycie Góry Lanckorońskiej. Już w 1361 r. Kazimierz Wielki zezwolił na lokację miasta, hojnie uposażając wójta poprzez nadanie mu 2 łanów frankońskich (czyli w przeliczeniu na obecne jednostki co najmniej 50 ha), a także liczne przywileje. Ostatecznie do samej lokacji doszło 31 marca 1366 roku. Kazimierz nadał dotychczasowej osadzie przywilej miejski na prawie magdeburskim. W przywileju tym zostały ustanowione cotygodniowe targi czwartkowe. Poza tym w akcie tym znajdowały się:
- prawo handlu w Krakowie i innych miastach królewskich,
- prawo wolnego wyrębu drzew w granicach miasta
- prawo przywozu piwa dla mieszczan,
- prawo składu,

a także obdarzył Lanckoronę prawami identycznymi, co miasto stołeczne Kraków.
Z pojedynczych zapisów wiadomo, że pierwszym burgrabią fortecy był Orzeszko, który pełnił tę funkcję w latach 1366–1375.  Na zamku często pojawiał się fundator zamku i miasta, król Kazimierz III Wielki, który wykorzystywał niewielką odległość Lanckorony od Wawelu i bogate w zwierzynę tereny łowieckie. Pierwszym tenutariuszem Lanckorony (od 1391 r.) był Mikołaj Strasz herbu Odrowąż.
Jak wynika z historycznych zapisów, Kazimierz III Wielki również ufundował kościół pw. Narodzenia św. Jana Chrzciciela, który powstał w 1336 r.
Spytko z Melsztyna był tenutariuszem Lanckorony w latach 1397–1399, a po jego śmierci w bitwie nad Worsklą 12 lub 16 sierpnia 1399, właścicielką tenuty stała się jego żona Elżbieta. Kolejnym właścicielem Lanckorony został w roku 1410 Zbigniew z Brzezia. Zbigniew szybko stał się jedną z najważniejszych postaci w państwie. Dochodząc do funkcji marszałka wielkiego koronnego, a także będąc członkiem 8-osobowej rady królewskiej, pierwszy z Zadorzyców na tenucie Lanckorońskiej nie dbał o swoje lanckorońskie włości, a zasłynął raczej jako dobrodziej krakowskiego klasztoru augustianów i sprawny polityk. Kolejnymi starostami aż do 1512 roku byli potomkowie Zbigniewa, którzy przyjęli nazwisko Lanckorońskich. Po Zbigniewie władze w Lanckoronie przejął jego syn Mikołaj, bliski współpracownik królów polskich: Władysława Warneńczyka i Kazimierza Jagiellończyka, a także pełniący urząd marszałka koronnego. Mikołaj, podobnie jak ojciec, z braku czasu i z powodu zaangażowania w nurt wydarzeń politycznych nie zwracał większej uwagi na starostwo, jednak utrzymał tenutę w niezmienionych granicach, obejmującą ciągle od czasów Spytka 16 wsi. Prawdziwymi twórcami potęgi gospodarczej tenuty lanckorońskiej byli synowie Mikołaja: Jan i Stanisław. Bracia, dzięki posiadaniu bogatych królewszczyzn, zdobyli ogromne fortuny, stając się zarazem jednymi z najbogatszych możnych małopolskich.
Mikołaj Zebrzydowski – wojewoda krakowski i lanckoroński ufundował w 1602 roku budowę klasztoru i zespołu kaplic Dróg Męki Pańskiej na wzgórzu Żarek na wzór Kalwarii Jerozolimskiej.

### Lanckorona w XV–XVIII w.

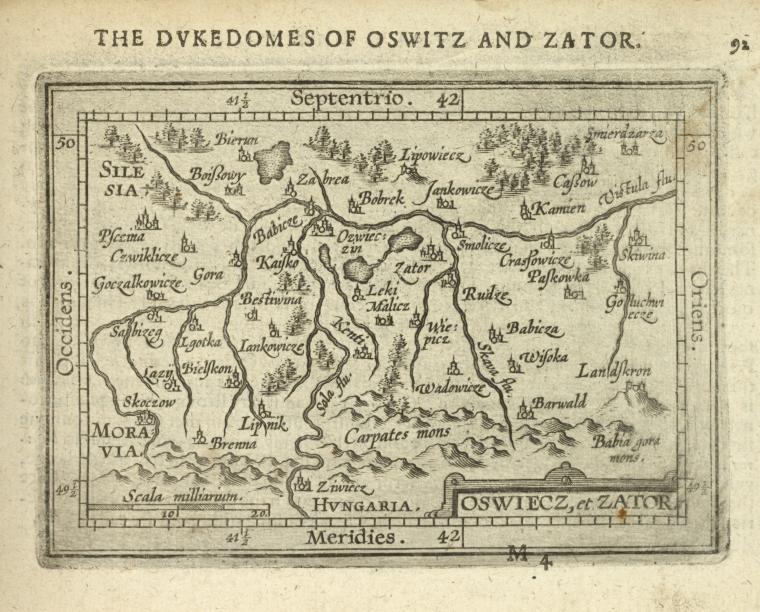
Mapa Abrahama Orteliusa z 1603 i Landskron

Zgony Stanisława w 1489 i Jana w 1496 roku rozpoczynają okres schyłkowy panowania rodu Lanckorońskich w Starostwie. Po śmierci Jana panami na włościach lanckorońskich zostają 3 synowie Stanisława (Jan był bezpłodny lub w ogóle nie posiadał żony): Stanisław (junior), Mikołaj i Przecław. Dwaj starsi bracia stosunkowo szybko przestali interesować się wyżej wspomnianą tenutą. Stanisław tylko raz wymieniany jest jako starosta lanckoroński (w 1504 roku). W 1508 roku osiadł w Kamieńcu Podolskim, piastując urząd starosty kamieńskiego, a później wojewody podolskiego. Podczas pobytu na kresach południowo-wschodnich brał udział w bitwach z Tatarami, m.in. pod Wiśniowcem i Trembowlą. Stanisław był gorącym zwolennikiem ułożenia dobrych stosunków polsko-mołdawskich. Ostatecznie umarł w 1535 roku, w ukochanym przez siebie Kamieńcu Podolskim. Mikołaj natomiast związał swoją karierę z dworem, piastując stanowisko burgrabiego krakowskiego. Najmłodszy z braci, Przecław (lub Krzesław), najdłużej rezydował w Lanckoronie, bo aż do 1511 lub 1512 roku. Za 200 florenów wydzierżawił tenutę lanckorońską z 15 wsiami Mikołajowi Jordanowi z Zakliczyna, a rok później na dobre sprzedał miasteczko ze wszystkimi włościami Spytkowi z Jarosławia.
Okres największego dobrobytu Tenuty Lanckorońskiej przypada na czas rządów na Lanckoronie rodu Wolskich. Kolejni starostowie z tego rodu doprowadzili do rozkwitu miasta i jego zaplecza. Na terenie królewszczyzny trwała akcja kolonizacyjna, która doprowadziła do zwiększenia liczby wsi z 15 do 22; powstały wówczas, między innymi, takie osady jak Baczyn czy Podchybie. Także w 1537 roku, kiedy dobrami lanckorońskimi zarządzał Mikołaj Wolski herbu Połkozic, król Zygmunt Stary potwierdził przywileje Lanckorony i nadał jej prawo organizowania dwóch jarmarków na św. Jana (czerwiec) i św. Bartłomieja (sierpień), a dodatkowo przeniósł targi z czwartku na niedzielę. To właśnie za Wolskich tenuta lanckorońska stała się potężnym i złotodajnym latyfundium. Dobrobyt starostwa nie trwa długo. Już w 1574 roku Olbracht Łaski zdobył zamek lanckoroński – co prawda ostatniej z Wolskich udało się odzyskać w 1576 roku utracone włości, to jednak nie zapobiegło to zmianom, które w przyszłym stuleciu zaowocowały upadkiem gospodarczym tenuty (szczególnie przyczynił się do tego potop szwedzki).
Na początku XVII wieku Lanckorona była własnością wojewody krakowskiego Mikołaja Zebrzydowskiego, który obrażony na Zygmunta III przebywał na tamtejszym zamku, układając plany pamiętnego rokoszu. Podczas konfederacji barskiej zamek lanckoroński służył konfederatom jako punkt oparcia. Tu 21 maja 1771 r. wojska rosyjskie Aleksandra Suworowa pobiły w bitwie konfederatów dowodzonych przez zdrajcę, generała Dumourieza. Po przegranej bitwie 8 czerwca 1772 r. konfederaci poddali zamek lanckoroński wojskom austriackim. 17 marca 1774 r. starostwo lanckorońskie zostało podzielone na trzy klucze (lanckoroński, myślenicki i makowski), następnie sprzedane. 17 stycznia 1777 r. klucz lanckoroński został nabyty przez księżnę Kurlandii Franciszkę Krasińską za sumę 464 662 zł. 18 marca 1797 roku cesarz Franciszek II potwierdził przywileje grodzkie Lanckorony, ustanowił magistrat oraz nadał miastu herb, w którym wieniec laurowy zwieńczony koroną został otoczony napisem Sigillum regiae civitatis Landskoronensis.

### Bitwy konfederatów barskich w Lanckoronie

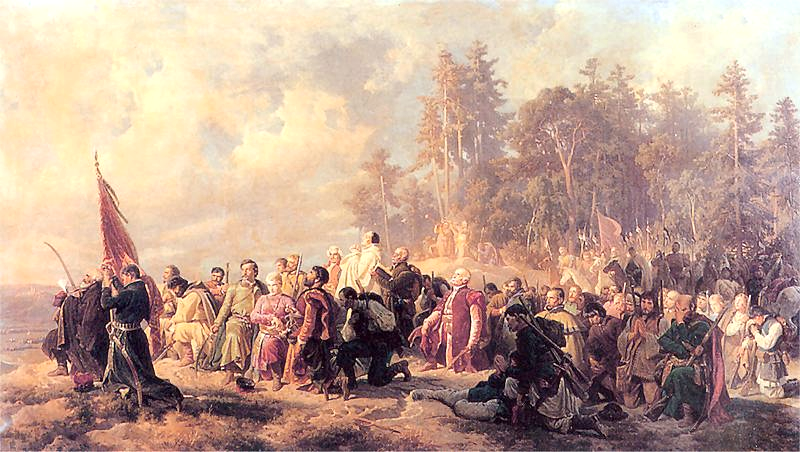
Modlitwa konfederatów barskich przed bitwą pod Lanckoroną.

Pierwsza bitwa zwana również pod nazwą obrona Lanckorony miała miejsce 20 i 21 lutego 1769 r.
Druga bitwa pod Lanckoroną miała miejsce 23 maja 1771 r.
Przez niektórych historyków uważana jest za pierwsze polskie powstanie narodowe. Inicjatorami zawiązania konfederacji byli: biskup kamieniecki Adam Stanisław Krasiński, marszałek nadworny koronny Jerzy August Mniszech. Związek zbrojny zorganizowali: Michał Hieronim Krasiński (marszałek generalny konfederacji w Koronie), Joachim Potocki (regimentarz generalny konfederacji w Koronie), Michał Jan Pac (marszałek generalny konfederacji na Litwie), Józef Sapieha (regimentarz generalny konfederacji na Litwie) i marszałek związku wojskowego konfederacji Józef Pułaski (ojciec dowódcy konfederatów Kazimierza Pułaskiego), Wawrzyniec Potocki (reprezentant Wielkopolski otrzymał urząd konsyliarza z prawem zasiadania w Generalnej Radzie), generalny regimentarz wojsk koronnych komputowych i konfederackich, a ostatecznie został marszałkiem konfederacji na miejsce Krasińskiego. W maju 1768 roku król Prus Fryderyk II radził Katarzynie II, by Rosjanie porwali przywódców konfederacji barskiej Michała Hieronima Krasińskiego i Józefa Pułaskiego i w ten sposób położyli kres temu przedsięwzięciu. Wysłany w tym celu do Mołdawii Żyd Bunia został jednak zdemaskowany.

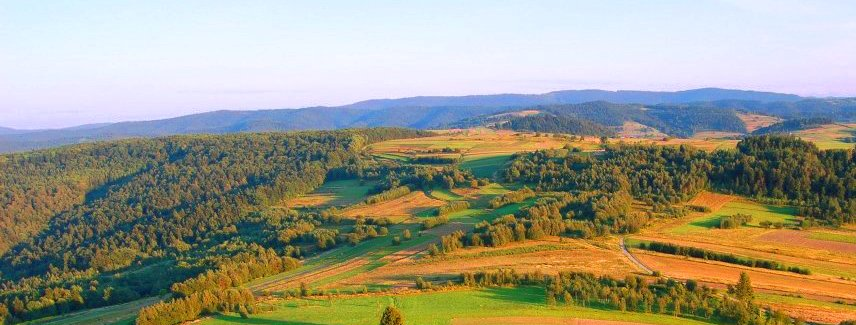
Widok z centrum Lanckorony na pola bitwy konfederatów barskich w 1771 (Groby).

### Grobyi krzyż upamiętniający poległych konfederatów barskich
Nadal istnieje mogiła, ogrodzona drewnianymi belkami – jest ona jednym z obiektów tzw. Szlaku Konfederatów Barskich, wytyczonego na pograniczu gmin: Lanckorona i Budzów. Wewnątrz mogiły znajdują się, obramowane kamieniami groby ziemne, położone po obu stronach kilkusetletniej lipy z kapliczką, przedstawiającą św. Michała. Prawdopodobnie pochowano tu około 300 konfederatów poległych w bitwie stoczonej z wojskami rosyjskimi w 1771 r.

### Lanckorona po XVIII wieku
W 1869 r. pożar plebańskiej stodoły, podpalonej w wyniku zemsty za mianowanie proboszczem lanckorońskiej parafii przyjezdnego ks. Zdrzelskiego, rozprzestrzenił się trawiąc 79 domów wokół rynku. Po kilkunastu latach, w roku 1887 powołana do życia została Ochotnicza Straż Pożarna.
Lanckorona prawa miejskie utraciła w 1934 r.
Podczas powodzi w 2010 roku doszło do osunięć ziemi w Łaśnicy, przysiółku Lanckorony.

## Zabytki
Obiekty zabytkowe wpisane do rejestru zabytków:
- kościół parafialny p.w. św. Jana Chrzciciela z XIV w.
- cmentarz rzymsko-katolicki wraz z kaplicą z drugiej poł. XIX w.
- ruiny zamku (pierwsza poł. XIV w.)
- układ urbanistyczny z XIV/XV w.
- 8 domów drewnianych przy Rynku (po zmianie adresów w 2016 r. znajdują się one pod nr 17, 23 – budynek Muzeum im. Antoniego Krajewskiego, 27, 35, 41, 45, 57 i 61). Domy pochodzą z XIX w. z wyjątkiem budynku przy Rynku 17, który wzniesiono w 1 poł. XX w.
- 2 domy drewniane przy ul. Świętokrzyskiej 5 i 13 (oba z 1870 r.).

Z rejestru zabytków wykreślono dom drewniany przy Rynku 120 (według numeracji sprzed 2016 r.). Budynek ten rozebrano.
Obiekty zabytkowe wpisane do gminnej ewidencji zabytków:
- te same co w rejestrze zabytków
- kapliczka murowana św. Józef z Dzieciątkiem z 1913 r.
- kapliczka przy drodze do Izdebnika z połowy XIX w.
- kapliczka u zbiegu ulic Konfederatów Barskich i Krakowskiej z 1 poł. XIX w.
- kapliczka przy ul. Krakowskiej z 1 poł. XIX w.
- kapliczka przy ul. Kalwaryjskiej obok nr 128 z XIX/XX w.
- kapliczka przy ul. Kalwaryjskiej z 1 poł. XIX w.
- kapliczka przy ul. Konfederatów Barskich z 1910 r.
- kapliczka przy drodze do Skawinek (ul. Palecka) z XVIII-XIX w.
- rzeźba św. Florian z XIX w.
- Willa Tadeusz przy ul. Legionistów 1 z 1 poł. XX w.
- Willa Modrzewiówka przy ul. Legionistów 28 z 1 poł. XX w.
- 3 budynki przy ul. Cichej
- 3 budynki przy ul. Czarnieckiego
- 13 budynków przy ul. Jagiellońskiej
- 9 budynków przy ul. św. Jana
- 3 budynki przy ul. Kalwaryjskiej
- 5 budynków przy ul. Kazimierza Wielkiego
- 2 budynki przy ul. Krakowskiej
- 2 budynki (stodoły) przy ul. św. Marka
- 9 budynków przy ul. Piłsudskiego
- 2 budynki przy ul. Podgórskiej
- 14 budynków przy Rynku (łącznie 22 wraz z obiektami wpisanymi do rejestru zabytków)
- 24 budynki przy ul. Świętokrzyskiej (łącznie 26 wraz z obiektami wpisanymi do rejestru zabytków)
- 9 budynków przy ul. Targowej
- 1 budynek przy ul. Zacisze
- 16 budynków przy ul. Zamkowej
- brama na ul. św. Jana
- brama ogrodzeniowa przy ul. Zacisze
- 3 studnie z 1 poł. XX w. (położone na Rynku, przy ul. Jagiellońskiej, Krakowskiej/Szkolnej).

Łącznie w gminnej ewidencji zabytków znajdują się: ruiny zamku, układ urbanistyczny, kościół, kaplica cmentarna, cmentarz, 8 kapliczek, rzeźba, 127 budynków (domów, budynków gospodarczych, stodół), 2 bramy oraz 3 studnie.

## Organizacje pozarządowe

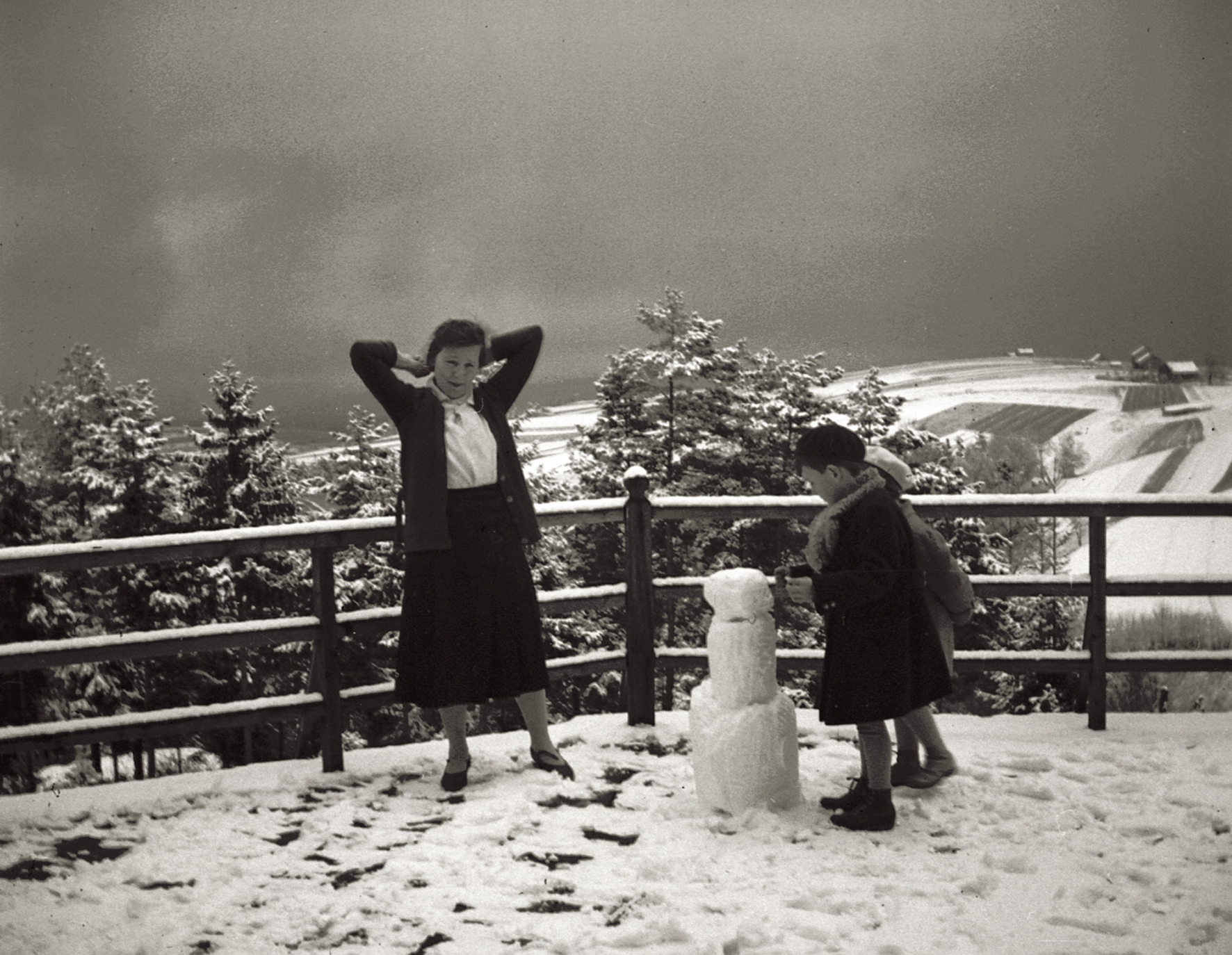
Lanckorona - lepienie śnieżnego bałwana na werandzie willi "Tadeusz" (kwiecień 1938)

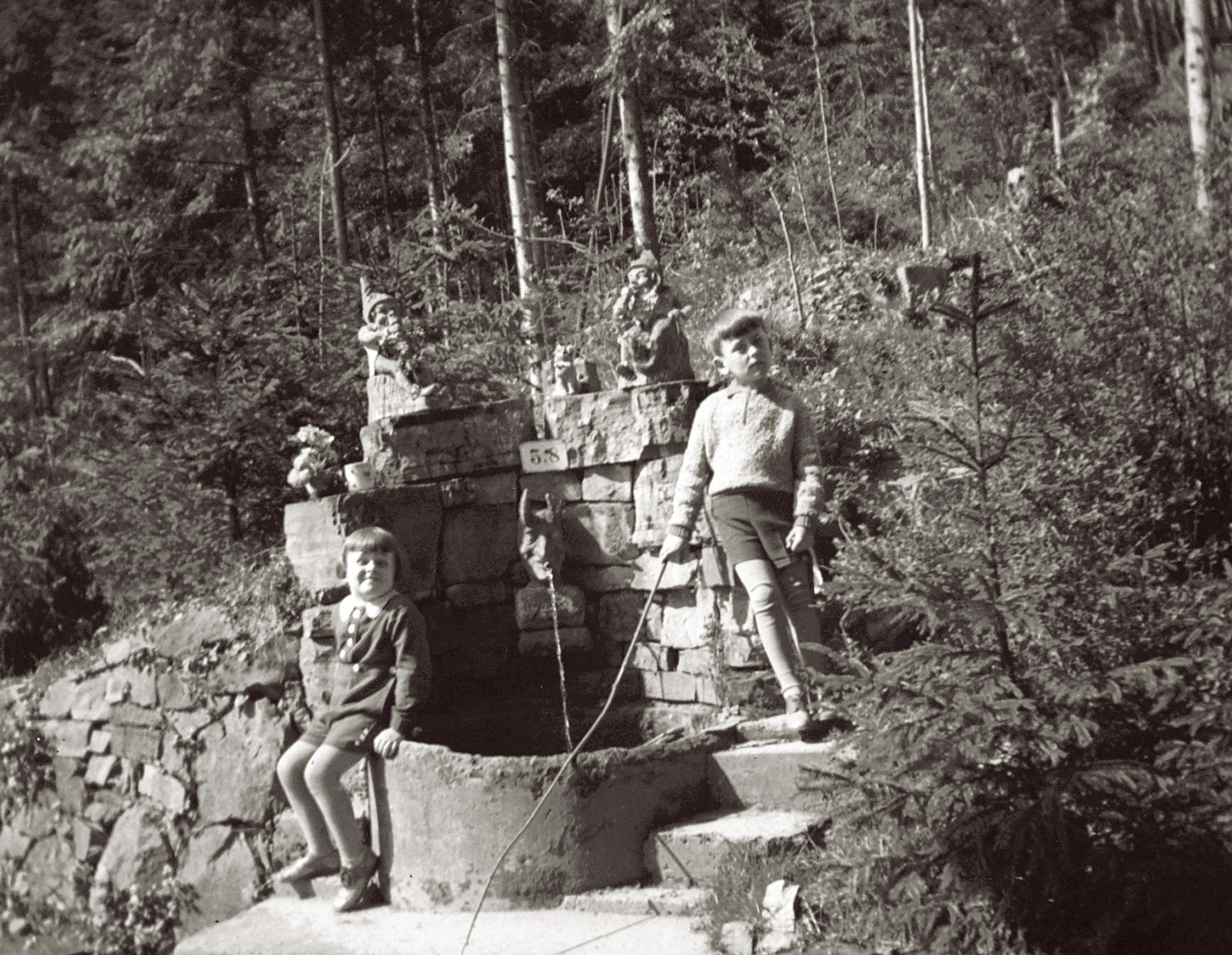
Lanckorona - źródło nieopodal willi "Tadeusz" (maj 1938)

W Lanckoronie działa szereg stowarzyszeń lokalnych, w tym dwie ochotnicze straże pożarne oraz klub sportowy. Według KRS w miejscowości tej siedzibę lub oddział posiada 19 organizacji pozarządowych.
Do najważniejszych stowarzyszeń lokalnych należą:
- Ochotnicza Straż Pożarna w Lanckoronie – najstarsza organizacja w Lanckoronie
- Ochotnicza Straż Pożarna w Łaśnicy
- Towarzystwo Przyjaciół Lanckorony – najstarsze stowarzyszenie kulturalne w gminie Lanckorona
- Stowarzyszenie Ekologiczno-Kulturalne „Na Bursztynowym Szlaku”
- Stowarzyszenie Klub Lanckoroński
- „Terra Artis Lanckorona”
- Ludowy Klub Sportowy „Zryw” Lanckorona

## Integralne części wsi
| SIMC    | Nazwa         | Rodzaj     |
| ------- | ------------- | ---------- |
| 0058382 | Bajory        | część wsi  |
| 0058399 | Drapa         | część wsi  |
| 0058471 | Dział Polecki | przysiółek |
| 0058413 | Kamień        | część wsi  |
| 0058488 | Kopań         | przysiółek |
| 0058494 | Łaśnica       | przysiółek |
| 0058420 | Podgórze      | część wsi  |
| 0058436 | Skotnica      | część wsi  |
| 0058502 | Suwajówka     | przysiółek |
| 0058442 | Zabrach       | część wsi  |
| 0058459 | Zamek         | część wsi  |
| 0058465 | Zatyle        | część wsi  |